# Betty Comden
Betty Comden (Brooklyn, Nueva York, 3 de mayo de 1917 - Nueva York, 23 de noviembre de 2006), nacida con el nombre Elizabeth Cohen, fue una actriz y escritora de musicales estadounidense.

## Biografía
Su padre era abogado y su madre maestra. Se graduó en 1938 en Ciencias por la Universidad de Nueva York. Se casó en 1942 con Steven Kyle, un diseñador y empresario que falleció en 1979, y tuvo dos hijos, Susanna y Alan. Su hijo Alan, que falleció en 1990, era adicto a las drogas y contrajo el SIDA.
Comden compuso Fuera de escenario en 1995. En la obra recuerda su infancia en Brooklyn y habla de las difíciles circunstancias que vivió por la adicción de su hijo a las drogas. Prácticamente no trata su carrera profesional en sus obras, sino que únicamente hace homenaje a algunos colegas de profesión, como Leonard Bernstein o Lauren Bacall.

## Trayectoria
Trabajó durante prácticamente toda su carrera con Adolph Green. Escribieron numerosas obras de Broadway con canciones como “New York, New York”, “It´s love” o “Some other time”. Su colaboración profesional duró más de 60 años, pero terminó con la muerte en 2002 de Green.
Su relación comenzó a finales de 1930, cuando crearon un acto de cabaret junto al aspirante a actor Judy Holliday y al pianista Leonard Bernstein. Su grupo se llamaba Revuers. Convencieron a Max Gordon, dueño del club nocturno Village Vanguard, para que les dejara actuar allí. Fue un gran éxito y recibieron ofertas de Hollywood para participar en la película Greenwich Village (1944), protagonizada por Carmen Miranda y Don Ameche. Su participación no tuvo relevancia y tuvieron que volver a Nueva York.
Al poco tiempo, Leonard Bernstein, quien había estado trabajando en un ballet con Jerome Robbins, les propuso como guionistas para transformar un libro en un espectáculo de Broadway. El resultado fue la obra Un día en Nueva York. Además, Comden y Green participaron ellos mismos en el número, él como uno de los marineros y ella como Claire de Loone, una antropóloga divertida. Ganaron el primer de sus seis premios Tony (máximos galardones del teatro estadounidense). Con este trabajo Comden y Green saltaron a la fama. Escribieron después Billion dollar baby, que se estrenó en 1945, con coreografía de George Abbott. No tuvo el éxito arrasador de Un día en Nueva York.
De nuevo en Hollywood, escribieron Buena nueva en 1947, con June Allyson y Peter Lawford como cantantes. En 1949 escribieron Vuelve a mí, con actores como Fred Astaire y Ginger Rogers. También en 1949, adaptaron Un día en Nueva York para la gran pantalla. En esta película trabajaron Gene Kelly, Frank Sinatra y Jules Munshin.
Sin duda, la película que más fama ha conseguido históricamente es Cantando bajo la lluvia, de 1952, con Gene Kelly. Para hacerla, tuvieron que integrar canciones célebres, ya existentes. Sin embargo, aportaron el nuevo tema musical “Moses”, única composición original del filme. En 1953 consiguieron más prestigio con The Band Wagon, protagonizada por Fred Astaire, Cyd Charisse, Oscar Levant y Nanette Fabray. Otra de las películas conocidas que realizaron fue Melodías de Broadway; la canción “Just in time”, que hizo famosa Tony Bennet, se ha utilizado, también, en películas como Mickey ojos azules y Granujas de medio pelo. En 1960 adaptaron la obra Suena el teléfono, protagonizada por Holliday.
En 1961 Comden y Green escribieron Los subterráneos son para dormir, con Carol Lawrence y Sydney John Hawkes. En 1964, compusieron Fade Out-Fade In, con Carol Burnett y Jack Cassidy. Cuatro años más tarde, en 1968, idearon la letra de Hallelujah, Baby, un libro de Arthur Laurents y protagonizada por Leslie Uggams. Más tarde, Comdem escribió el libro para Aplausos, estrenada en 1970, adaptado de la película Eva al desnudo, con música de Charles Strouse y letra de Lee Adams.
En 1982, sin mucho resultado, escribió La vida de muñecas. En 1989 actuó en Esclavos de Nueva York. Su última actuación importante de Broadway fue The Will Rogers Follies, un gran espectáculo de Ziegfeld de 1991. Tiene música de Coleman, libro de Peter Stone y dirección y coreografía de Tommy Tune. A pesar de críticas mixtas, el espectáculo ganó seis premios Tony, incluyendo uno para la música y letras, y disfrutó de una racha de éxito dos años y medio.

## Premios y distinciones
Premios Óscar
| Año  | Categoría               | Película                 | Resultado |
| ---- | ----------------------- | ------------------------ | --------- |
| 1954 | Mejor argumento y guion | The Band Wagon           | Nominado  |
| 1956 | Mejor argumento y guion | Siempre hace buen tiempo | Nominado  |

Ganó siete premios Tony (tres al mejor musical: en 1953 por Wonderful Town, en 1968 por Hallelujah, Baby! y en 1970 por Applause; dos a la mejor banda sonora: en 1978 por On the Twentieth Century y en 1991 por The Will Rogers Follies; uno al major compositor y letrista, en 1968 por Hallelujah, Baby!, y uno al mejor libro musical en 1978 por On the Twentieth Century.)